# Allolepis
Allolepis is een geslacht uit de grassenfamilie (Poaceae). De soorten van dit geslacht komen voor in  Noord-Amerika.

## Soorten
De Catalogue of New World Grasses [15 december 2011] erkent uitsluitend:
- Allolepis texana